# Gonomyia glabrispina
Gonomyia glabrispina är en tvåvingeart som beskrevs av Alexander 1926. Gonomyia glabrispina ingår i släktet Gonomyia och familjen småharkrankar. Inga underarter finns listade i Catalogue of Life.